# 未來都市NO.6
《未來都市NO.6》（日语：NO.6）是由淺野敦子所著的近未来SF赛博朋克（Cyberpunk）小说。由講談社YA! ENTERTAINMENT发行。2011年6月发售最终卷，單行本全9卷。
2011年1月宣布电视动画化，7月开始播放。在講談社的ARIA杂志上从2011年3月开始由开始漫画版的连载。

## 故事
2013年，居住在理想都市「NO.6」的少年紫苑，在9月7日迎接自己的第12个生日。不过，這同时也是改變他命运的一天。他和从「矫正設施」中逃出来、身為重大犯罪者的謎之少年老鼠相遇了。他窝藏老鼠的行为被治安局发现，令他和家人从高级住宅區「克洛諾斯」被驅逐至「下城」。四年後，由於谜之事件的影响，被卷入各种各样的事件中，和很多人相遇。然后知道了理想都市背面的现实，及理想都市NO.6所隐藏的本质與意图……

## 登場人物

### 主要角色
紫苑（聲優：梶裕贵）
本作品的主人公，16歲，2001年9月7日生，身高170公分，體重54公斤，血型AB型。市民編號Qw-55142。
有一雙紫黑色的眼睛。有著有點可怕的灰白頭髮和胎記，但仔細看有一張漂亮的臉。
具有強烈的好奇心，性格有些神經質，不擅長和人交往。對周遭的人來說是天然系。對恋爱相當遲鈍或沒有感覺，對於在自己身边10年以上的青梅竹马沙布，只當作是“非常重要的朋友”。
2歲時在No.6的幼兒檢查中，被認定在智力方面屬於最高精英─A級，擁有高级住宅區「克洛諾斯」的居住權。10歲之前接受一般的基礎教育，之後進入適合的專業领域，12歲時决定進入特别教程，主攻生態學（醫學）。記憶力非常強。
在12歲生日當天遇見身為VC（重罪犯）的老鼠，藏匿並幫助他逃跑，從而被剝奪所有特别待遇，移居到下城，從事公園事務管理的工作。16歲時因同事在辦公處横死，作為嫌疑人的他被送往矯正設施。在老鼠的帮助下逃到位於NO.6之外的西區。
移動到西區後，寄生在體內的寄生蜂孵化時，因為老鼠的及時處理而撿回性命，但後遺症是頭髮的色素脫落，變成白髮（在動畫裡虹膜也變成紅色），同時從左腳踝到左臉頰都出現如紅蛇一般的痕跡。後與老鼠一同住在其住處。
只要老鼠有生命危險時就會變得冷酷，並失去理智，發揮平時不表現出的戰鬥能力。數次目睹老鼠危急時對敵人痛下殺手，但恢復意識後非常害怕。有時會散發一股天生的壓迫感，但本人沒有自覺。
為老鼠的强大所吸引，並直接表达自己的感情。能面不改色地說出很肉麻的台詞。
大概從這個時候開始，開始在借狗人那裡進行狗狗的清洗工作。對動物有股溫和包容之心，似乎是天生的特質，狗狗們都很喜歡他。
在NO.6垮台後成為「重建委員會」最年輕的成員。
不清楚自己的父亲是谁，也没有和父亲见过面。根据母亲火藍所说，其父亲像是个没有女人也没有钱，只喜欢酒，快要酒精中毒的没用男人。
實際上，他的酒癮相當大，和老鼠喝葡萄酒的時候，他還模仿老鼠，把臉貼在老鼠身上，弄得老鼠不知所措。
相當喜歡小狗狗,看到呈現瘋狂狀態,動畫第七集看到興奮抱起來說毛茸茸的，小狗狗舔紫苑臉九下，紫苑身體持續晃動,非常喜歡小狗狗，簡直像癡漢，對動物有溫柔包容之心，似乎天生特質，狗狗們都很喜歡他，擅長洗狗，根本超適合跟他天然單純性格有關，每隻都洗的光亮亮超乾淨，
老鼠（聲優：細谷佳正、幼年：西墻由香）
本名不詳，16歲，身高178公分，體重63公斤，血型O型，市民編號VC-103221。
擁有灰色虹膜，在動畫裡留著可以紮起來的長髮，小說裡則是正好能蓋住耳朵的短髮。擁有中性的美貌和美妙的歌声。在西區的劇場從事舞台演員的工作，藝名是“伊夫”。有相對多的粉絲，力河原本也是其一粉絲，但在遭到老鼠毒舌譏諷後就不怎麼崇拜了。
頭腦很好，擁有察觉危险的野生直觉。战斗時使用小刀，很擅长近身战。總是穿著超纖維布。
毒舌派，喜歡挖苦別人。討厭吃魚，喜歡熱湯，但如果鹹度不對就會心情不佳。睡相也差，一晚會把紫苑踢下床3次。
屬於被称为“森之民”的一族，是族中唯一的倖存者。12年前家人及族人被NO.6的軍隊屠殺，背上留有被火燒傷的傷疤，被同族的婆婆所救。对于NO.6一直抱著憎恨及渴望復仇的心態。
虽然对紫苑直肠子的思考與發言感到困擾，同時也被吸引著。
性格冷靜沉著，喜歡捉弄人。為達目的不擇手段。據紫苑說:「我認為他任性且敏感，但他只是懶惰。」雖然不太表露真心，但在紫苑面前就會變得直爽。在西區塊與紫苑同居的過程中，被紫苑的內心堅強所吸引，而他本應該保護紫苑。同時對紫苑的存在，和自己不斷變化的內心感到困惑。
10岁时和婆婆一起狙击来视察的市长失败。在被送往矫正设施地下收容的途中遇到“老”，接受了来自“老”的教育，“老鼠”这个名字也是“老”取的。12岁的时候在“老”的帮助下作为研究体（残存的森之民）移送到“月之泪”。靠从“老”手上得到的特殊小刀逃出，在手受傷的状态下潜入了紫苑家，為紫苑所救。
在西區的住處是一座废弃的图书馆，有堆的像山一樣高的書。似乎很喜歡莎士比亞的《馬克白》。
對於紫苑後來的冷酷，甚至殺人感到難過，認為是自己害的。
動畫最後與紫苑看著西區與NO.6之間圍牆倒塌，親吻紫苑後道別離去。
养了3只智商相當高的小老鼠，名字分别是“哈姆雷特”（動畫第四集，紫苑說明他喜歡聽哈姆雷特的故事，故取此名）、“克拉巴特”（動畫第四集，因為毛色和炸麵包一樣）和“月夜”（動畫第四集，因為毛色和月夜一樣烏黑），命名者是紫苑。用來傳遞與蒐集情報。

### 西区
借狗人（聲優：真堂圭）
西区的居民。實際年齢、本名不明，身高145公分，體重38公斤，血型O型。
年紀比紫苑和老鼠年轻。身材矮小，还不到紫苑的肩膊。有长髮及茶褐色的肌肤。
被狗養大，也因此能理解狗的语言和感受。工作是租狗和用狗蒐集情報，及販賣從矫正设施裡流出來的物資。
性别没有明确记载，一般被认为是男孩子，在第九集假扮為女人，被高官舔舐後強烈反感，獨自跑出去清洗時對追出來關心情況的紫苑卸下心防，額頭輕靠在紫苑胸前，以前主修生物學的紫苑一碰到借狗人裸露的雙肩後隨即放開手，並發覺借狗人的性別似乎是女孩子。
力河（聲優：寺杣昌紀）
西区的居民，酒精中毒的原新闻记者，現在在西區出版色情雜誌。秘密地與No.6的高官從事某些交易。
與紫苑的母親火藍是舊相識，暗戀火藍。知道紫苑是火藍的儿子之后，一直都很關心及疼爱他。稱老鼠為「伊夫」。

### NO.6
沙布（聲優：安野希世乃）
紫苑的青梅竹馬，16歲，2001年6月12日生，身高155公分，體重45公斤，血型B型，市民編号SSC-00124GJ。
和紫苑一样，在2岁时就被鑑定为智力最高等的精英，直到12岁都是和紫苑一起上学的。双亲早亡，和祖母两人一起生活。专业是生理学（主要是脑的机能），成绩全A的优等生，16歲時得到了前往NO.5留學的資格。對紫苑抱有強烈到想做愛的愛意。在得知紫苑逃亡到西區後急著去找他，不料路途中被治安局抓去當實驗品。
為愛麗烏麗亞斯覺醒計畫中最高等樣品，動畫最後一集中，愛麗烏麗亞斯也確實以沙布的身體覺醒，和紫苑、老鼠對話時，沙布自身的意識還存在著，最後以蜂的狀態消失並救活死去的紫苑。
火藍（聲優：佐久間玲）
紫苑的母亲。一人将紫苑带大。在紫苑藏匿老鼠的事件后移居到下城，经营着一家很受欢迎的面包店。
对从克洛洛斯移居到下城并不覺得痛苦，反而樂在其中。
对于紫苑被送往矫正设施之事打擊很大，并且已有儿子已經死亡的觉悟。从老鼠那里得到了“一定会再见”的字条，而不断的思念着、并支撑着自己。
莉莉（聲優：諸星堇）
下城的居民，恋香和翠風的女儿，楊眠的外甥女。火藍的面包店常客，與火藍感情很好，喜歡吃火藍的起司馬芬。察觉到了继父月藥的可疑行動而感到不安。
恋香
下城的居民，比火藍小8岁的女性。和翠風结婚生下了莉莉，其後翠風意外死亡。和月薬再婚，现在正怀着第二胎。
对于月薬的可疑行动及大量金钱抱有疑问，对兄长楊眠的过激思想感到害怕。
翠風
戀香的前夫，莉莉的生父，认真且沉默的工作人。由于知道了政府的机密而被抹杀（被封鎖情報处理成意外死亡）。
楊眠（聲優：三木眞一郎）
個子高大，有着白发的中年男性（動畫是黑髮）。恋香的哥哥，莉莉的舅舅。
網路記者，對食品及季节相关娱乐都很清楚，也曾採訪火藍的麵包店。
不滿NO.6教育方式的妻子和還是嬰兒的孩子，在一次外出之后行踪不明。在莉莉的父親意外死亡後，更加深了對NO.6的疑問，並寻找复仇的机会。和有同樣想法的人在网络上发表对No.6的反感。在最後被寄生蜂感染死亡（在原著中，並未死亡）。
月藥
和恋香再婚的男性。很溺爱莉莉。工作是矫正设施的清潔管理工，處理垃圾與廢棄物。私下與借狗人有交易。
医師（動畫中未出現）
下城的医生。紫苑的熟人。是火藍麵包店的常客，每周都会有1、2次到那裡购買面包作早餐。治疗了紫苑等人带来的老鼠。
弟弟在No.6的矫正教育中因精神崩坏而自杀，母親也因為打擊過大而死。在家人被No.6夺去之后，成了反体制派。医院的地下是反体制派的基地。
受到治安局的袭击而死，並將未来托付给了紫苑。
富良
33歳，身高176cm，体重64㎏。市民編号SSC-001258CK。
中央管理局的精英人物。家庭有精英的妻子和2岁的儿子。有空想癖。接触到NO.6的黑暗一面，经常到西区和力河找来的卖春妇享樂。
羅史
治安局的精英。本职是军事训练官。是紫苑12歲時藏匿並幫忙老鼠逃亡时的调查官，也是四年後紫苑被怀疑杀害同事时的护送官。在第7卷被紫苑開槍殺死。
市長（動畫中未出現）
NO.6的市長。No.6创生期中枢要员中的一员，外號是“大耳狐”。除了第一次选举之外，因完全没有对手而持续当选。NO.6崩壊时自杀。
白衣男（動畫中未出現）
No.6创生期中枢要员中的一员。从“老”那里得到愛麗烏麗亞斯的情报，为了研究愛麗烏麗亞斯而建设了矫正设施。很鍾意沙布，並实施了沙布和母电脑的整合手术。

### 地下洞窟住民
毒蠍
紫苑他们在矫正设施内部遇见的男性，地下洞窟的住民，和老鼠認識但似乎感情不合。在第5卷差點被紫苑殺死。
老（聲優：有本欽隆）
矫正设施地下洞窟裡的白髪男人，也是给老鼠取名并给予教育之人。自称是「寄生蜂第一个宿主」與「残存者」。腳由于寄生蜂的影响而坏死需切掉。
NO.6创立者中的其中一人，为了研究愛麗烏麗亞斯(エリウリアス)而向NO.6中枢提案，造成了NO.6對“森之民”的屠殺。由于反對屠殺而被流放，逃到了地下洞窟。为了让12歳的老鼠到外面的世界，将他作为「森之民的幸存者」交给了NO.6，并给了老鼠逃走時用的小刀。

## 作中用語
NO.6
有理想都市、神聖都市等称號。医療、教育非常发達，是世界仅存的6个理想都市之一，詳細地点不明。边界以高墙围住，完全与外部隔離。NO.6的外側分为東南西北四个区域。北部是广大的自然山林，完全受到保護；南部及東部是为NO.6提供大半食物的農地和牧地。西区参见下方。
市庁舎/月の雫
市中央的一个从地下5层至地上10层的圆顶建筑。被称「月の雫」。市庁舎周围有个超大的森林公園，占市内面积的1/6。
治安局
表面上是守护市民的警察。实際上是把反派的市民逮捕、抹殺、当爱丽乌丽亚斯研究用的政府機關。
保健衛生局
管轄市立中央医院，公園管理事務所和老人設施「黄昏之家」。每年选拔2岁的天才幼童。
负责爱丽乌丽亚斯研究（实验样本从矯正施設运来）。研究寄生蜂的成长。
市立中央病院
保健衛生局管轄的最高設備医院。參與爱丽乌丽亚斯的研究。
黄昏之家
表面上为NO.6最先端的老人安治設施，实際上是使无工作能力的老人安樂死。
中央管理局
NO.6的市庁舎的中樞機關，負責管理市民個人情報。
克洛諾斯/黑色巢穴
為NO.6的高級住宅區，只有被認定為智能最高級別的人以及其家屬才可以入住。
下城/失落之鎮
低阶市民居住的地方
矯正施設
远离西区的空旷土地，以监禁、感化NO.6的罪犯。
只有一条路可通。非常巨大的建筑物，以不规则的长方体组成。
NO.6没有审判制度，以治安局负责逮捕、监禁嫌犯，并安置在此。但No.6的犯罪率几乎为0，所以主要监禁西区的人民。入监服刑时，为防止逃走會在人体内植入VC（Violence-Chip）晶片。刑期以年齢、前科、罪名而定，从1年至無期不等。
实際設施内负责研究爱丽乌丽亚斯的行动。需要使用人脑，除了犯罪者以外，也透过每年的“大扫除”获得。
西区
位于NO.6外部。矯正施設附近的特別警戒地域。是NO.6以外有市民的地方。沿着No.6外壁的密集建物。有许多旅店和餐厅，有着繁荣的商业。但是大多数的房子都很破烂，比失落之鎮还糟，而且没有警察，治安极差。市民需要特別許可証明才能进入，且申请特別許可証明的考察非常严格。
爱丽乌丽亚斯（聲優：大地真央）
与森之民生活，并拥有比人类高的智慧。寄身在有大脑的生物中（人类最好），有着像蜂的外观。被森之民以“神”称之。因为她的力量引发了NO.6的「大虐殺」。矯正施設也为了做实验而成立。

## 出版書籍

### 小說
| 冊數 | 講談社（YA! ENTERTAINMENT） | 講談社（YA! ENTERTAINMENT） | 講談社（講談社文庫） | 講談社（講談社文庫）   | 皇冠文化       | 皇冠文化               |
| 冊數 | 發售日期                    | ISBN                        | 發售日期             | ISBN                   | 發售日期       | ISBN                   |
| ---- | --------------------------- | --------------------------- | -------------------- | ---------------------- | -------------- | ---------------------- |
| 1    | 2003年10月10日              | ISBN 978-4-06-212065-4      | 2006年10月13日       | ISBN 978-4-06-275523-8 | 2008年9月8日   | ISBN 978-957-33-2463-8 |
| 2    | 2004年2月10日               | ISBN 978-4-06-212229-0      | 2007年2月6日         | ISBN 978-4-06-275635-8 | 2008年12月15日 | ISBN 978-957-33-2494-2 |
| 3    | 2004年10月8日               | ISBN 978-4-06-212585-7      | 2007年8月10日        | ISBN 978-4-06-275801-7 | 2009年3月9日   | ISBN 978-957-33-2523-9 |
| 4    | 2005年8月22日               | ISBN 978-4-06-269358-5      | 2008年8月12日        | ISBN 978-4-06-276120-8 | 2009年7月20日  | ISBN 978-957-33-2557-4 |
| 5    | 2006年9月11日               | ISBN 978-4-06-269371-4      | 2009年8月12日        | ISBN 978-4-06-276429-2 | 2009年11月9日  | ISBN 978-957-33-2595-6 |
| 6    | 2007年9月21日               | ISBN 978-4-06-269384-4      | 2011年6月15日        | ISBN 978-4-06-276998-3 | 2010年3月23日  | ISBN 978-957-33-2643-4 |
| 7    | 2008年10月10日              | ISBN 978-4-06-269397-4      | 2012年7月13日        | ISBN 978-4-06-277320-1 | 2010年7月6日   | ISBN 978-957-33-2683-0 |
| 8    | 2009年7月21日               | ISBN 978-4-06-269421-6      | 2013年7月12日        | ISBN 978-4-06-277605-9 | 2010年11月22日 | ISBN 978-957-33-2725-7 |
| 9    | 2011年6月14日               | ISBN 978-4-06-269443-8      | 2014年7月15日        | ISBN 978-4-06-277892-3 | 2012年6月22日  | ISBN 978-957-33-2861-2 |

### 漫畫
| 冊數 | 講談社        | 講談社                                                  | 東立出版社     | 東立出版社             |
| 冊數 | 發售日期      | ISBN                                                    | 發售日期       | ISBN                   |
| ---- | ------------- | ------------------------------------------------------- | -------------- | ---------------------- |
| 1    | 2011年6月7日  | ISBN 978-4-06-380518-5                                  | 2012年7月11日  | ISBN 978-986-10-9866-1 |
| 2    | 2011年9月7日  | ISBN 978-4-06-380533-8                                  | 2012年7月11日  | ISBN 978-986-10-9867-8 |
| 3    | 2012年1月6日  | ISBN 978-4-06-380556-7 ISBN 978-4-06-362205-8（特裝版） | 2013年1月8日   | ISBN 978-986-10-9868-5 |
| 4    | 2012年6月7日  | ISBN 978-4-06-380575-8                                  | 2013年4月16日  | ISBN 978-986-317-445-5 |
| 5    | 2012年10月5日 | ISBN 978-4-06-380593-2 ISBN 978-4-06-362233-1（特裝版） | 2013年5月16日  | ISBN 978-986-324-107-2 |
| 6    | 2013年3月7日  | ISBN 978-4-06-380617-5 ISBN 978-4-06-358441-7（特裝版） | 2013年12月20日 | ISBN 978-986-332-246-7 |
| 7    | 2013年8月7日  | ISBN 978-4-06-380642-7 ISBN 978-4-06-362254-6（特裝版） | 2014年2月14日  | ISBN 978-986-337-176-2 |
| 8    | 2013年12月6日 | ISBN 978-4-06-380660-1 ISBN 978-4-06-362265-2（特裝版） | 2014年6月6日   | ISBN 978-986-348-028-0 |
| 9    | 2014年3月7日  | ISBN 978-4-06-380680-9 ISBN 978-4-06-358496-7（特裝版） | 2014年9月24日  | ISBN 978-986-348-690-9 |

### 其他
- 《未來都市NO.6 完全指南》（NO.6 完全ガイド）
  - 日本：2011年6月13日發售（ISBN 978-4-06-269446-9）
- 《未來都市NO.6 beyond》（NO.6 beyond）
  - 日本：2012年11月21日發售（ISBN 978-4-06-269463-6）
  - 中文版：2016年4月11日發售（ISBN 978-957-333-224-4）

## 电视动画
从2011年7月开始在noitaminA等播放。

### 工作人员
- 原作 - 淺野敦子（YA! ENTERTAINMENT／講談社）
- 監督 - 長崎健司
- 系列構成 - 水上清資
- 人物原案・概念设计 - toi8
- 人物设计、總作画監督 - 石野聰
- 色彩設計 - 菊地和子
- 美術设计- 金平和茂
- 美術監督 - 川本亞夕
- 音樂 - 鈴木慶一
- 音響監督 - 三間雅文
- 制作人- 米内則智、黑須礼央、松下卓也、竹枝義典
- 动画制作 - BONES
- 製作 - NO.6製作委員会（ANIPLEX、講談社、富士電視台、電通、BONES）

### 主題歌
片头曲「Spell」
作詞・作曲・歌 - LAMA
片尾曲
作詞 - aimerrythm / 作曲・編曲 - 飛内将大 / 歌 - Aimer
插入歌「風のレクイエム」（第5話、第8話、第10話、第11話）
作詞 - あさのあつこ / 作曲 - 鈴木慶一 / 歌 - 大地真央
插入歌「ブナの森で」（第9話）
作詞 - あさのあつこ / 作曲 - 鈴木慶一 / 歌 - 細谷佳正

### 各集列表
| 話数 | 日文标题 | 中文标题              | 脚本       | 分镜            | 演出     | 作画監督                                |
| ---- | -------- | --------------------- | ---------- | --------------- | -------- | --------------------------------------- |
| #01  |          | 湿透的老鼠            | 水上清資   | 長崎健司        | 清水久敏 | 菅野宏紀                                |
| #02  |          | 圍繞光明的街道        | 水上清資   | 長崎健司        | 佐藤育郎 | 石野聰 竹知仁美（原畫作監）             |
| #03  |          | 生與死                | 水上清資   | 長崎健司        | 石田暢   | 大貫健一、塚本知代美                    |
| #04  |          | 魔與聖                | 水上清資   | 田村耕太郎      | 佐藤清光 | 小田武士、高橋優也                      |
| #05  |          | 冥府的天使            | 水上清資   | 寺岡巖          | 宮下新平 | 菅野宏紀、佐古宗一郎                    |
| #06  |          | 偷偷接近的危機        | 大野木寬   | 增井壯一        | 佐藤育郎 | 大城勝、松田剛史                        |
| #07  |          | 真實的謊言·虛構的真實 | 伊藤美智子 | 清水久敏        | 清水久敏 | 大貫健一、塚本知代美                    |
| #08  |          | 那個理由…             | 水上清資   | 增井壯一        | 佐藤清光 | 高橋優也                                |
| #09  |          | 災厄的舞台            | 大野木寬   | 宮下新平        | 宮下新平 | 佐古宗一郎、菅野宏紀                    |
| #10  |          | 地獄之物              | 伊藤美智子 | 寺岡巖          | 佐藤郁郎 | 大貫賢一、大城勝、松田剛史              |
| #11  |          | 傳達、原本的真實      | 水上清資   | 寺岡巖 長崎健司 | 長崎健司 | 石野聰、塚本知代美 菅野宏紀、佐古宗一郎 |

### 播放电视台
| 放送地域   | 放送局       | 放送期間                | 放送日時                      | 備註        |
| ---------- | ------------ | ----------------------- | ----------------------------- | ----------- |
| 關東廣域圈 | 富士電視台   | 2011年7月7日－9月15日   | 星期四 25時15分－25時45分     | 制作局      |
| 近畿廣域圈 | 關西電視台   | 2011年7月12日－9月20日  | 星期二 26時28分－26時58分     |             |
| 中京廣域圈 | 東海電視台   | 2011年7月14日－9月22日  | 星期四 26時35分－27時05分     |             |
| 山形縣     | 櫻桃電視台   | 2011年7月16日－9月24日  | 星期六 25時05分－25時35分     |             |
| 日本全域   | BS富士       | 2011年8月6日－10月22日  | 星期六 26時00分－26時30分     |             |
| 日本全域   | 富士電視NEXT | 2012年11月29日－12月6日 | 星期一至五 07時00分－08時00分 | 2話連續播放 |

## 備注
1. ↑  參見原作第六集第五章
2. ↑  首刷附贈Q版人物造型立卡！
3. ↑  首刷附贈Q版喜怒哀樂表情大頭貼！
4. ↑  首刷附贈主角（老鼠&紫苑）Q版造型書籤！
5. ↑  首刷附贈沙布vs.借狗人Q版造型書籤！
6. ↑  首刷附贈小說第九集封面海報。
7. ↑  第1話於25時30分－26時00分播放
8. ↑  第1話於26時53分－27時23分播放
9. ↑  每月的最後一星期於26時30分－27時00分播放